# Богодуховка (Самарская область)
Богодуховка — деревня в Кошкинском районе Самарской области России. Входит в состав сельского поселения Нижняя Быковка.

## География
Деревня находится в северной части Самарской области, в лесостепной зоне, на левом берегу ручья Большой Елховый, на расстоянии примерно 25 километров (по прямой) к юго-востоку от села Кошки, административного центра района. Абсолютная высота — 162 метра над уровнем моря.
Климат
Климат характеризуется как умеренно континентальный, с холодной малоснежной зимой и жарким сухим летом. Среднегодовая температура воздуха — 3,4 °С. Средняя температура воздуха самого тёплого месяца (июля) — 19,4 °C (абсолютный максимум — 42 °C); самого холодного (января) — −13 °C (абсолютный минимум — −47 °C). Среднегодовое количество атмосферных осадков составляет 498 мм, из которых 339 мм выпадает в период с апреля по октябрь. Снежный покров держится в течение 151 дня.
Часовой пояс
Деревня Богодуховка, как и вся Самарская область, находится в часовой зоне МСК+1. Смещение применяемого времени относительно UTC составляет +4:00.

## Население
| 2010 |
| ---- |
| 0    |